# Thomas Cech
Thomas Robert Cech (Chicago, 8 de dezembro de 1947) é um bioquímico estadunidense.
Foi laureado com o Nobel de Química de 1989, juntamente com Sidney Altman, pela descoberta das enzimas compostas por RNA.
Cresceu em Iowa City, Iowa. Em 1966, entrou no Grinnell College onde formou-se em 1970. Em 1975, Cech concluiu o seu doutoramento em Química na Universidade de Berkeley e no mesmo ano, entrou no Instituto Tecnológico de Massachusetts onde trabalhou em pesquisas para o seu pós-doutorado. Em 1978, conseguiu seu primeiro emprego no corpo docente da Universidade do Colorado onde lecionou para estudantes de Química e Bioquímica, e onde permanece até hoje, atualmente como Professor Ilustre do Departamento de Química e Bioquímica. Em 2000, Cech substituiu Purnell Choppin como presidente do Howard Hughes Medical Institute, em Maryland. Ele permanece também na chefia do mundialmente conceituado laboratório de bioquímica da Universidade do Colorado, Boulder.
Em dezembro de 2006 foi noticiado que ele estava entre os candidatos à presidência da Universidade de Harvard.

## Áreas de pesquisa
A principal área de pesquisa de Thomas Cech é aquela do processo de transcrição no núcleo das células. Ele estuda como o código genético do DNA é transcrito para o RNA. Na década de 1970, Cech estudava o splicing do RNA no organismo unicelular do Tetrahymena thermophila quando descobriu que uma molécula de RNA não transformado poderia dividir-se. Em 1982, Cech tornou-se o primeiro a demonstrar que as moléculas de RNA não se limitam a serem portadoras passivas de informação genética - elas podem ter funções catalisadoras e podem participar das reações celulares. As reações de processamento do RNA e síntese de proteínas nos ribossomos, em particular são catalisados pelo RNA. As enzimas de RNA são conhecidas como ribozimas e têm servido como uma nova ferramenta para a tecnologia genética. Elas também têm o potencial para fornecer novos agentes terapêuticos, por exemplo, têm a capacidade de destruir RNAs virais invasores.
Thomas Cech tem ainda uma segunda área de pesquisa bem diferente da primeira - aquela da estrutura e função dos telômeros, as extremidades naturais das fileiras de cromossomos. Ele e o seu grupo de pesquisa concentram-se na formação, estrutura e função da telomerase, a enzima que copia as seqüências teloméricas. O lado ativo das subunidades protéicas da telomerase compreende uma nova classe de transcriptases reversas, enzimas que anteriormente pensava-se serem restritas aos vírus e aos elementos transponíveis. A telomerase é uma enzima importante em termos biomédicos devido ao fato de que é ativada em 90% dos cânceres humanos. Portanto, um medicamento que inibisse sua atividade é muito procurado como um agente quimioterapêutico contra o câncer.

## Prêmios
Dentre suas condecorações destacam-se: por seu tempo de professorado pela American Cancer Society (1987), o Prêmio Louisa Gross Horwitz da Universidade Columbia (1988), o Prêmio Heineken da Academia Real das Artes e Ciências dos Países Baixos (1988), o Prêmio Lasker (1988), o Nobel de Química (1989, juntamente com Sidney Altman) e a Medalha Nacional de Ciência (1995). Em 1987, foi eleito para a Academia Nacional de Ciências dos Estados Unidos e em 1988 foi eleito para a Academia de Artes e Ciências dos Estados Unidos.